# Rainer Thomas
Rainer Thomas (* 26. Dezember 1939 in Minden) ist ein deutscher Verleger und Seniorchef des Zeitungsverlags J.C.C. Bruns in der ostwestfälischen Stadt Minden.

## Leben
Thomas trat mit 25 Jahren in den Familienbetrieb ein, am 3. Dezember 1977 übernahm er nach dem Tod seines Vaters die Leitung des Verlags. Unter seiner Führung wurde der Verlag aus der Mindener Innenstadt herausgelöst und in das moderne und große Druckhaus an dem Trippeldamm verlagert, wo 1974 der Grundstein gelegt wurde. Er führte das Unternehmen Bruns aus dem Industriezeitalter ins Internetzeitalter.
2004 erhielt Rainer Thomas das Bundesverdienstkreuz für sein Mäzenatentum der heimischen Institutionen.
Die Unternehmensleitung hat er an Sohn Sven Thomas übergeben.